# Christian Penigaud
Christian Penigaud, né le 27 février 1964 à Poitiers, est un joueur de volley-ball et de beach-volley français. Il a été sélectionné en 1988 en équipe de France.
En 1993, il est sacré champion d'Europe de beach-volley et médaillé d'or aux Jeux mondiaux avec Jean-Philippe Jodard.